# Culex distinguendus
Culex distinguendus är en tvåvingeart som beskrevs av Dyar 1928. Culex distinguendus ingår i släktet Culex och familjen stickmyggor. Inga underarter finns listade i Catalogue of Life.